# البوية (مسلسل)
البوية، مسلسل كويتي، إنتاج 2005.

## بطولة
- إبراهيم العبودي
- محمد المنيع
- محمد العجيمي
- بدرية أحمد
- علي سلطان
- باسم عبد الأمير
- عباس مراد
- ليلى السلمان
- طيف
- رجاء عبد الله
- مي البلوشي
- إسماعيل الراشد
- فيصل دشتي
- طاهر النجادة
- هدى إبراهيم
- لطيفة المجرن
- مشاعل الزنكوي
- مشاعل
- ريما عيراني
- نواف القريشي
- محمد مدني
- ناصر بوصفر
- سمير الحسن
- علي العرادة
- عادل الزاهد
- عامر العامر